# The Chekist
The Chekist (tiếng Nga: Чекист, tạm dịch: Cán bộ mật vụ) là một bộ phim năm 1992 của đạo diễn người Nga Aleksandr Rogozhkin, ngay khi Liên bang Xô Viết vừa tan rã. Phim đã được trình chiếu trong hạng mục Un Certain Regard (góc nhìn đặc biệt) tại Liên hoan phim Cannes 1992. Bộ phim không phát hành chính thức tại Nga nhưng đã chiếu tại vài quốc gia và có thể xem trên internet.
Phim The Chekist là phim đầu tiên tại Liên Xô nói về tội ác của những người Bolshevik trong cuộc cách mạng Nga với cách quay liều lĩnh gần như một phim tài liệu. Bộ phim mô tả những cuộc hành quyết của Cheka (Ủy ban Đặc biệt toàn Nga. cơ quan mật vụ của Nga Xô viết) trong cuộc Nội chiến Nga (1917-1923) qua con mắt của một sĩ quan cao cấp của Cheka (Chekist, cốt cán Cheka) ở một thị trấn nhỏ của Nga. Phần lớn của phim chiếu các cảnh thanh toán và hành quyết tàn bạo và được tiến hành tại tầng hầm của một lò mổ. Bên cạnh đó là những cuộc thẩm vấn nhanh chóng và hàng chục lời tuyên án tử hình được tuyên bởi các cán bộ Chekist.
Piers Handling, giám đốc Liên hoan phim quốc tế Toronto, nói:
"Cuối cùng Rogozhkin đã thâm nhập vào khía cạnh tâm hồn của một Chekist với một khoảnh khắc của sự thấu hiểu sâu sắc, gợi nhớ của bức chân dung xáo trộn tương tự của phim The Conformist (Kẻ tuân thủ giáo điều) của Bertolucci. The Chekist là một tiếng thét áp đảo khi đối diện với sự điên rồ như vậy".

## Nội dung
Andrej Srubow là một sĩ quan hàng đầu của cơ quan mật vụ Cheka mới được tạo ra trong cách mạng Nga sau năm 1917. Với cơ quan mới này, ông reo rắc kinh hoàng trong dân chúng của một thị trấn nhỏ. Trong việc truy lùng những người bất đồng chính kiến, - quý tộc, các chức sắc Kitô giáo, Do thái, trí thức và những người khác - hầu như không phân biệt nam, nữ và trẻ em bị bắt giữ, thẩm vấn trong một thời gian rất ngắn, lên án và cuối cùng bị xử bắn. Srubow được hiển thị như là nhân vật xa cách và lạnh lùng, nhưng trầm ngâm. Ông bị bạn bè xa lánh, gia đình ông quay lưng lại với ông. Từ đó, ông có những áp lực tâm lý và dần dần điên loạn.
Phần lớn bối cảnh của phim ở tầng hầm của trụ sở của Cheka, nơi những cuộc hành quyết tàn bạo theo kiểu băng chuyền diễn ra, cũng được thể hiện những cách phản ứng rất khác nhau của các nạn nhân của cuộc thanh trừng với số phận của họ, và cách các nhân viên xử lý các xác chết trần truồng như súc vật với ròng rọc từ tầng hầm tòa nhà sẽ được chuyển đến các xe tải chở đi.

## Các vai
- Igor Sergeyev vai chính Andrey Srubov
- Aleksei Poluyan trong vai Pepel
- Mikhail Vasserbaum trong vai Isaac Katz
- Sergei Isavnin trong vai Khudonogov
- Vasili Domrachyov trong vai Solomin
- Aleksandr Medvedev trong vai Mudynya
- Aleksandr Kharashkevich trong vai Boje
- Igor Golovin trong vai The Commandant, sĩ quan chỉ huy
- Nina Usatova trong vai The Cleaner
- Viktor Khozyainov (as V. Khozyajnov)
- Ivan Shvedoff
- Tatjana Zhuravleva